# José Maria Gabriel y Galán
José María Gabriel y Galán (Frades de la Sierra, 28 giugno 1870 – Guijo de Granadilla, 6 gennaio 1905) è stato un poeta spagnolo.
Si è espresso prevalentemente utilizzando la lingua castigliana e estremadurese.

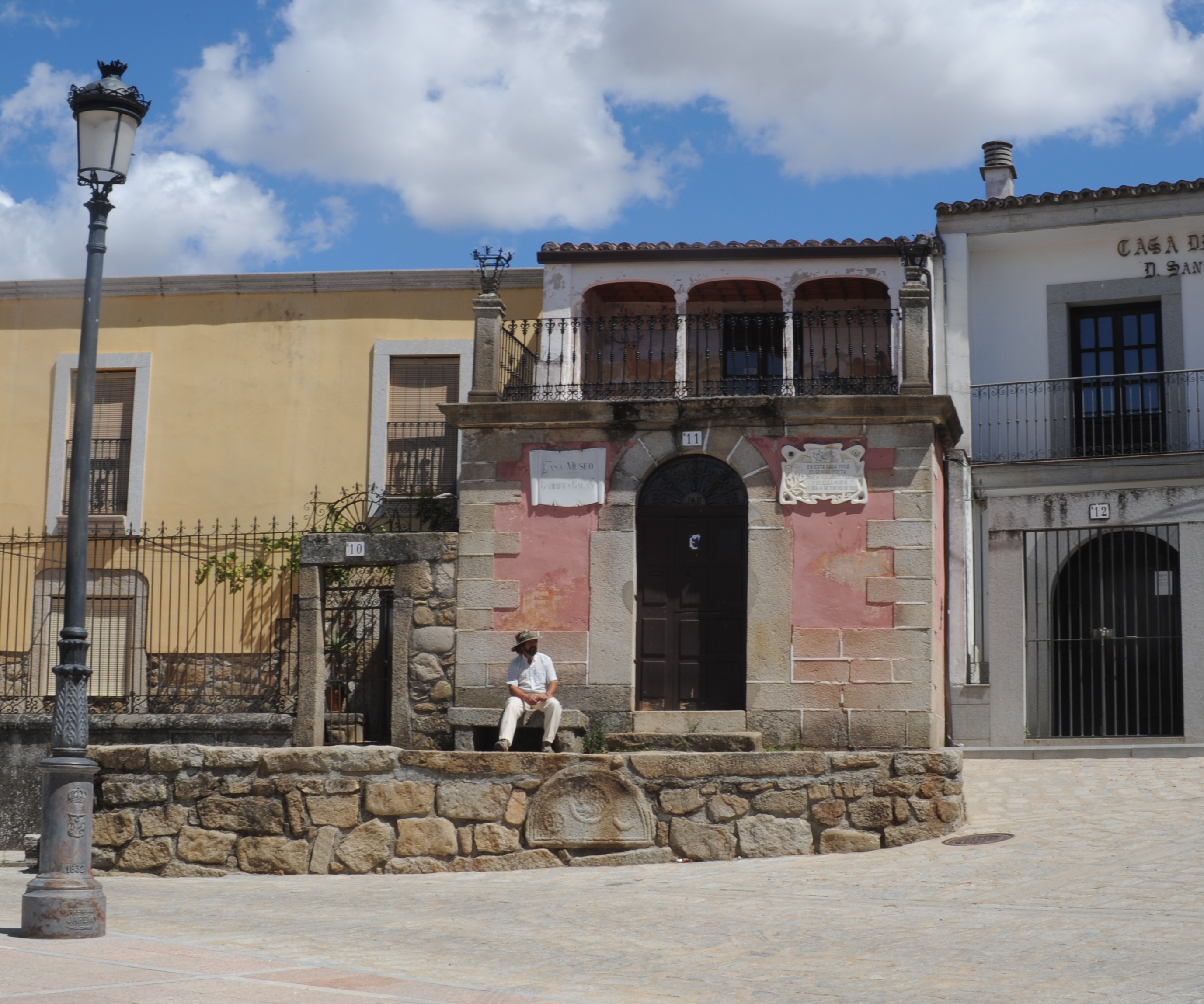
Casa Museo di Gabriel y Galán a Guijo de Granadilla

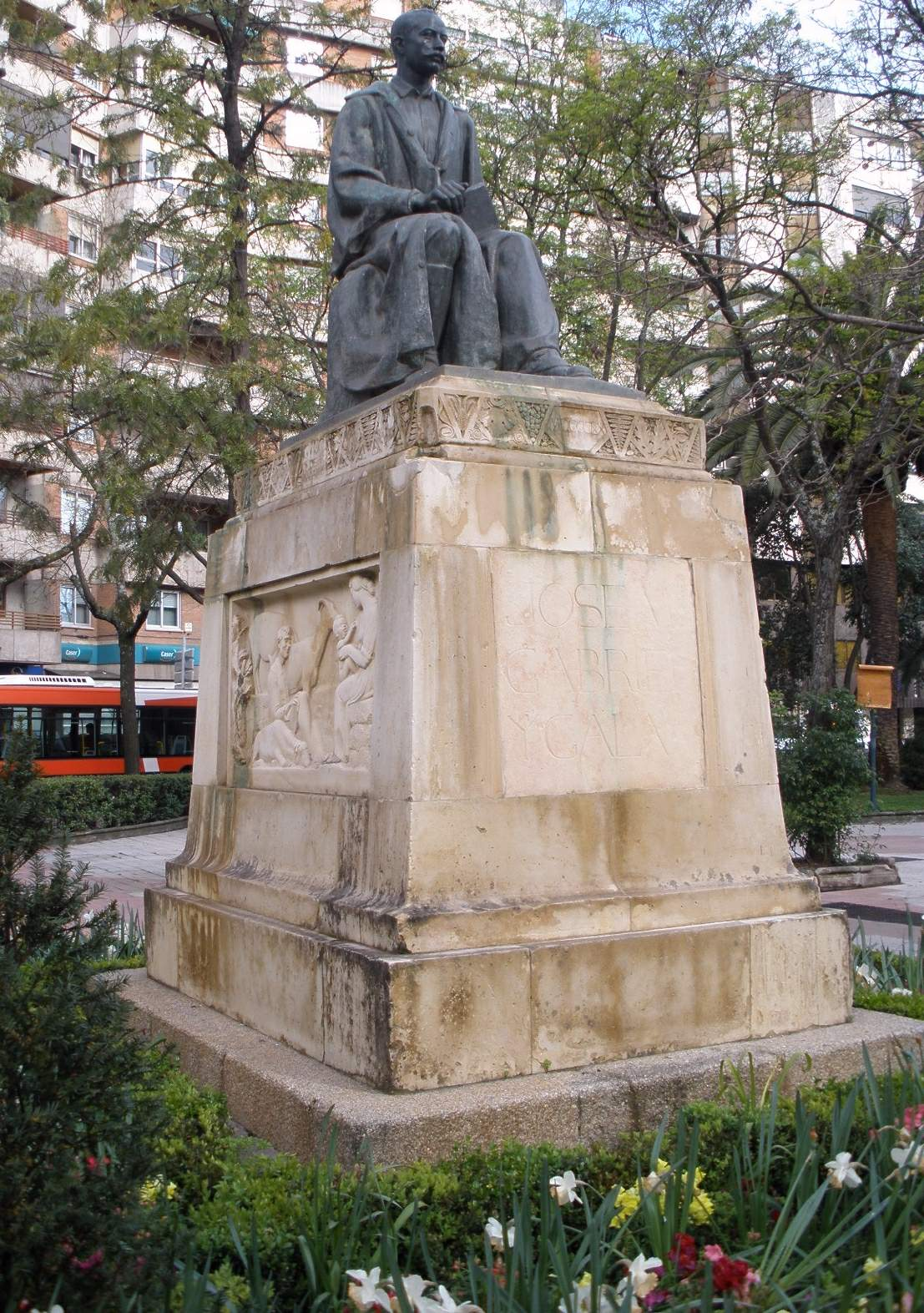
Monumento a Gabriel y Galán a Cáceres

## Biografia
Nacque in una famiglia agiata di proprietari terrieri e trascorse la sua infanzia in un paesino in provincia di Salamanca, prima di lasciarlo all'età di quindici anni per motivi di studio e trasferirsi proprio a Salamanca. Ben presto iniziò a lavorare in un magazzino tessile e contemporaneamente compose i suoi primi versi.
Nel 1888 si laureò e subito dopo incominciò ad insegnare, dapprima a Guijuelo e poi a Madrid, dove però non riuscì ad ambientarsi, come egli stesso ammise nelle sue lettere. Nei suoi primi anni di insegnamento mise in pratica le sue conoscenze pedagiche ed assunse una personalità melanconica, seppur sorretta da una profonda fede religiosa, ispirata dalla madre Bernarda.
Il suo matrimonio con Desideria costituì una svolta importante nella sua vita, in quanto abbandonò il ruolo di insegnante e si trasferì in provincia di Cáceres per amministrare una tenuta dello zio della moglie e, soprattutto, per dedicarsi alla poesia.
Morì il 6 gennaio 1905 a causa di una polmonite, all'apice della sua popolarità.

### La carriera
La sua carriera letteraria si può racchiudere complessivamente in quattro raccolte liriche: Castellanas (1902), Extremeñas (1902), Campesinas (1904) e Nuevas Castellanas (1905), caratterizzate sia dall'utilizzo di idiomi e linguaggi popolari castigliani e estremaduresi, sia dalla manifestazione di buoni e veraci sentimenti.
L'autore espresse, tramite una rima di facile comprensione e accattivante, momenti di vita quotidiana familiare, usi e costumi campagnoli, nonché pratiche religiose, consuetudini patriottiche, quadri di 'costume', come ad esempio, nella serie Alma Charra, ispirati proprio dalla città in cui nacque.
Anche se Gabriel y Galán non ebbe accostamenti con la Generazione del '98, alcune sue opere, come ad esempio El Cristu benditu ed El embargo, scritte in dialetto estremadurese, evidenziarono un pregevole talento poetico, avallato da un notevole lirismo paesaggistico, una viva manifestazione di sentimenti e una sincera forza espressiva.
Pur non mancando nel suo stile scrittori, come ad esempio Antonio Mira de Amescua, da cui prese l'ispirazione per le sue opere, complessivamente Galán si dimostrò piuttosto originale sia per le forme e sia per i contenuti.
Altre sue caratteristiche poetiche furono una certa aderenza al tradizionalismo, oltre all'uso peculiare di termini vernacolari, tramite i quali descrisse sia il paesaggio della Castiglia sia gli affetti e la vita rurale.
Divenne amico di Miguel de Unamuno, allora rettore dell'Università di Salamanca, con il quale mantenne un lungo scambio epistolare.

### Opere principali
- Castellanas (1902);
- Extremeñas (1902);
- Campesinas (1904);
- Nuevas Castellanas (1905);
- Religiosas (1906).